# 趵突泉酒
趵突泉酒是山東省濟南市仲宫出产的一种白酒，源于1630年济南人徐江、徐海家族所创建的富泉酒坊，但直至十年后方有正式字号。1958年，县府将富泉酒店和当地清末民初时创立的许家酒店、陈家酒店合并成立历城仲宫酒厂，在徐氏家族第九世传人徐延昌的具体指导下，以富泉酒店老五甑酿制工艺为基础，生产“仲宫白酒”，后酒厂数度易名。在徐氏后人指导下，后又产出“卧虎山白酒”、“锦绣川大曲”、“锦绣川特酿”、“趵突泉特酿”等白酒。趵突泉酒为以高粱为主料酿成的浓香型白酒和兼香型(芝麻香型)白酒。